# Семенів Микола Матвійович
Микола Матвійович Семенів (* 1893 — † 1963, Нью-Йорк) — український мовознавець.

## Біографія
М. М. Семенів народився у 1893 році.
Працював у Кам'янець-Подільському державному українському університеті.
В 1920-х роках обіймав посаду професора Одеського інституту народної освіти та Одеського інституту образотворчого мистецтва. 
Завідував українським відділом Центральної наукової бібліотеки Одеси. Був членом етнографічно-діалектичної секції Одеської комісії краєзнавства при Всеукраїнській Академії Наук.
У липні 1938 року був заарештований та звинувачений у контрреволюційній діяльності. У червні 1939 року карну справу було закрито.
Після звільнення викладав у Воронезькому університеті.
Від 1944 року на еміграції. Помер у Нью-Йорку в 1963 році.

## Наукова діяльність
Автор статей про історію окремих прийменникових конструкцій, головним чином у мові старовинних грамот і творів І. Котляревського, а також оглядів правописних проблем і літератури з мови кримських татар.

#### Праці
Програма для збирання лексичних особливостей української мови доби 1914 - 1925 рр./ М. М. Семенів// Вісник Одеської комісії краєзнавства при ВУАН. - Ч. 2-3. - Одеса: Вид ОКК ВУАН, 1925. - С. 268 - 269.